# Aboriginal Art Museum

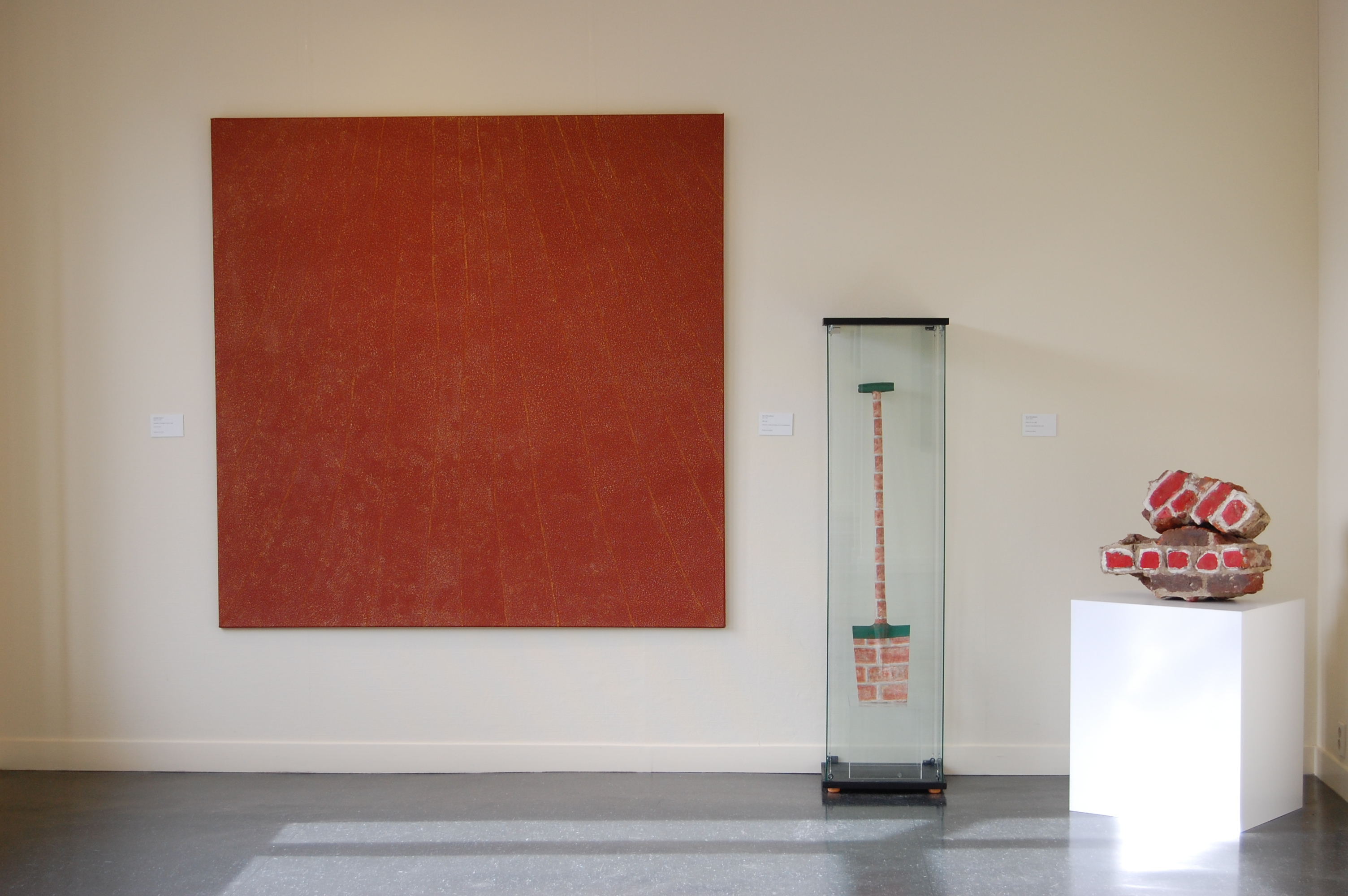
Installatie van werk van Marcel Broodthaers en Kathleen Petyarre in de tentoonstelling Nomaden in Kunst (2008)

Het AAMU Museum voor hedendaagse Aboriginal kunst is een voormalig Nederlands museum in Utrecht. Het was als enig museum in Europa geheel gewijd aan kunstwerken van Aboriginals, de oorspronkelijke bevolking van Australië. Tussen 2001 en 2017 toonde het naast een vaste collectie steeds wisselende tentoonstellingen. De Australische overheid erkende het als een belangrijk Europees platform voor Australisch cultureel erfgoed. Sluiting in 2017 was een gevolg van onvoldoende financiële ondersteuning.
Aboriginalkunst komt voort uit een vijftigduizend jaar oude traditie. Vanaf het begin van de jaren 1970 eeuw krijgen Aboriginalkunstenaars voor het eerst toegang tot westerse materialen zoals doek en acrylverf. Sindsdien is Aboriginalkunst sterk ontwikkeld. De kunstencentra die verspreid over Australië zijn opgericht, vormen een springplank naar internationale bekendheid voor kunstenaars zoals Emily Kame Kngwarreye en John Mawurndjul.

## Museum
Het AAMU was gevestigd in een gebouw aan de Oudegracht in Utrecht. De tentoonstellingszalen waren verspreid over drie verdiepingen. Op de bovenste verdieping was een permanente tentoonstelling te zien. Er waren een auditorium, museumwinkel, museumgalerie en een café. Er werden inlooprondleidingen, groepsrondleidingen en didgeridoo-workshops gegeven. Het museum organiseerde regelmatig lezingen, filmavonden en debatten. Het AAMU stelde per tentoonstelling een educatief programma samen voor primair en voortgezet onderwijs. Er werden spreekbeurtpakketten uitgegeven en het museum nam deel aan het Utrechtse onderwijsproject Museum voor de Klas.
Het AAMU Museum voor hedendaagse Aboriginal kunst ontving in 2006 de Gemeentelijke Stimuleringsprijs voor lokaal vrijwilligerswerk.

## Collectie

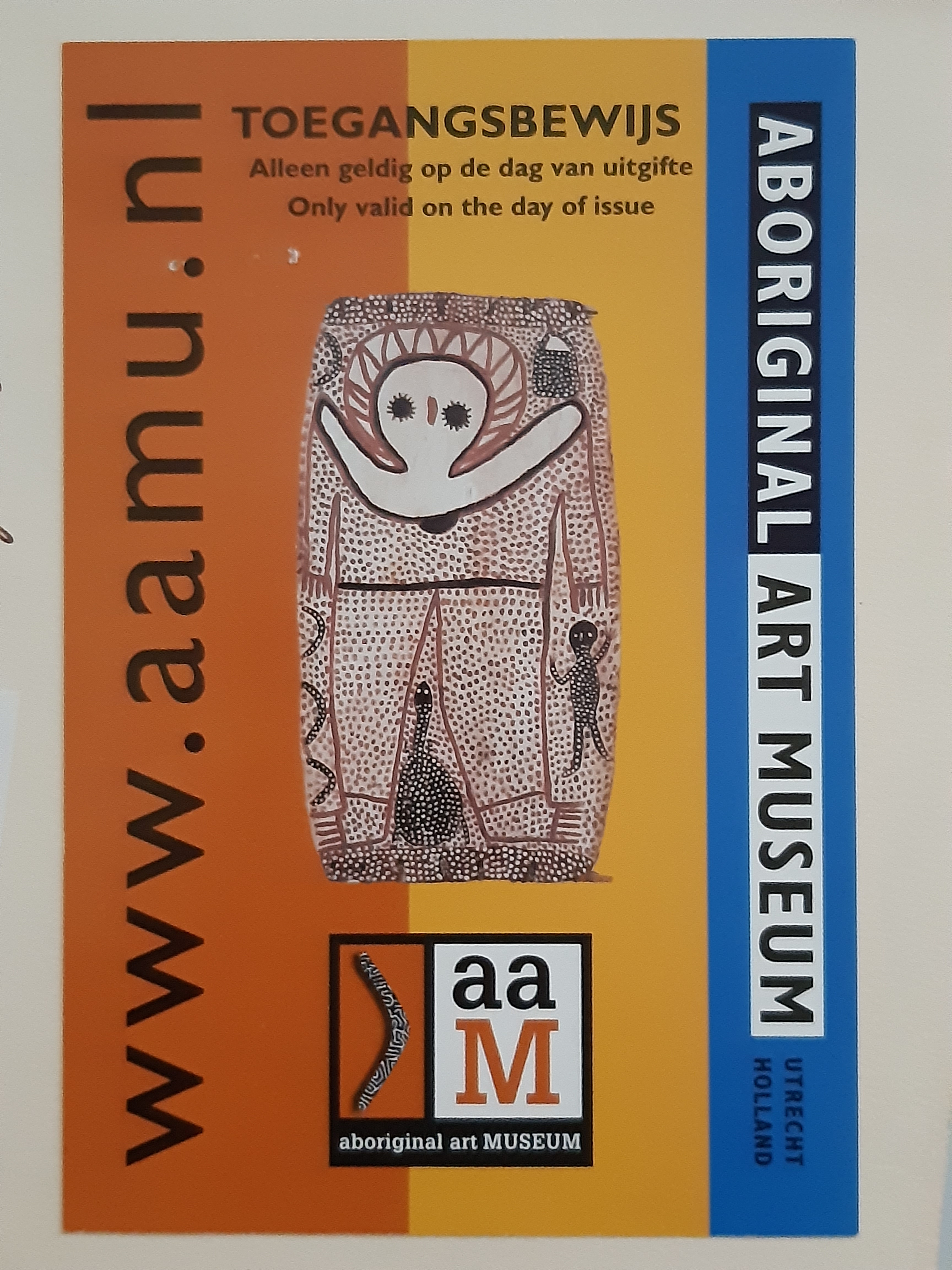
Toegangsbewijs AAMU

Aan de basis van de collectie lagen aan aantal kunstwerken die verworven werden gedurende de jaren 1990. Van de ongeveer vijfhonderdvijftig stukken in de eigen verzameling is een groot deel afkomstig uit het woestijngebied (Western Desert Art). Het aankoopbeleid was gericht op het vervolledigen van de aanwezige verzameling met werk van kunstenaars die later zijn begonnen met het maken van kunst en op het in kaart brengen van gebieden waar nog geen kunst van aanwezig was (zoals Noord-Queensland). De museumcollectie bevatte schilderijen op doek, sculpturen, fotografie, film en multimediaal werk uit de verschillende regio’s en kunstencentra.
De collecties Aboriginalkunst van het Groninger Museum, het Wereldmuseum Rotterdam en het voormalige Volkenkundig museum 'Gerardus van der Leeuw' van de Rijksuniversiteit Groningen waren in langdurige bruikleen gegeven aan het AAMU. De collectie uit het Nijmeegs Volkenkundig Museum werd in 2009 aan het AAMU geschonken. Tevens werd voor wisselende tentoonstellingen werk uit verschillende privécollecties geput.
De AAMU-collectie, bestaande uit zo’n achthonderd kunstwerken en objecten, werd bij de sluiting overgedragen aan het Nationaal Museum van Wereldculturen.

## Tentoonstellingen
Sinds 2001 hebben er diverse tentoonstellingen plaatsgevonden van Aboriginalkunst, vaak in samenhang met hedendaagse kunst uit Europa. In 2 à 3 tentoonstellingen per jaar presenteerde het museum werk van bekende en opkomende kunstenaars. Bij het samenstellen kon het AAMU een beroep doen op een uitgebreid netwerk van kunstenaars, conservatoren, musea, galeries en particuliere verzamelaars in Nederland, Europa en Australië.
Met de in 2005 aangestelde conservator Georges Petitjean kwam er een nadruk te liggen op het presenteren van hedendaagse Aboriginal kunst in samenhang met hedendaagse kunst van over de hele wereld. Enkele spraakmakende tentoonstellingen waren Theme Park (2008), waarvoor Brook Andrew uitgenodigd werd het museum zelf als tentoonstellingsmateriaal te nemen, Nomaden in Kunst / Nomads in Art (2008), waarin het werk van Marcel Broodthaers een poëtische dialoog aanging met werk van Dorothy Napangardi, Kathleen Petyarre, Lilly Kelly Napangardi en Jackie Kurltjunyintja Giles, Los van Traditie: CoBrA en Aboriginal kunst (2010), en Tracking Memories (2017) met werk van kunstenaars uit Australië, Afrika en Europa en in samenwerking met Danny Matthys.
In 2017 sloot het museum. Om de sluiting niet onopgemerkt voorbij te laten gaan en de aandacht te vestigen op de relevante collectie van het museum, presenteerde het Amsterdamse kunstplatform Framer Framed in samenwerking met curator Georges Petitjean de tentoonstelling 'In the future everything will be as certain as it used to be', een selectie werken typeren voor de collectie van het AAMU. Deze laatste tentoonstelling van het museum bevatte werken van Vernon Ah Kee, Brook Andrew, Gordon Bennett, Bindi Cole, Michael Cook, Brenda L. Croft, Blak Douglas & Adam Geczy, Gordon Hookey, Djambawa Marawili, Tracey Moffatt, Brian Robinson, Darren Siwes, Christian Thompson en Nora Wompi.
1. ↑  Australische kunst - de collectie van het Aboriginal Art Museum. Volkenkunde in Leiden (5 juni 2018). Geraadpleegd op 23 juni 2023.
2. ↑  Aboriginal Museum in Utrecht sluit rtvutrecht.nl
3. ↑  Aboriginal Art Museum sluit aankomend voorjaar duic.nl
4. ↑  Expositie: In the future everything will be as certain as it used to be. Framer Framed. Geraadpleegd op 24 mei 2024.